# Community card poker
Il  poker a carte comunitarie o poker con la vela (in lingua inglese community card poker) indica quelle specialità del poker che prevedono la calata durante il gioco di una vela di "carte comunitarie", ossia di carte che hanno la caratteristica di essere ugualmente consultabili da tutti i giocatori e anche ugualmente utilizzabili, sebbene quest'ultima possibilità dipenda anche dal gioco in questione.
Sono le specialità più in voga e diffusi del momento: i due giochi a carte comunitarie più giocati sono anche le due specialità del poker più praticati: il Texas hold 'em e l'Omaha.
Le carte private di ogni singolo giocatore sono dette hole card o pocket card e sono coperte. Quelle comunitarie formano invece il board.

## Giochi
- Chowaha
- Crazy Pineapple, come il Super Hold'em, con la differenza che una delle tre carte private va scartata dopo il secondo giro di scommesse; si gioca hi-lo
- Double-board hold'em
- Omaha
- Pineapple, come il Super Hold'em con la differenza che una delle tre carte private va scartata subito
- Royal Hold'em
- Tahoe Hold'em, come il Super Hold'em ma con l'impossibilità di usare tutte le tre carte private insieme per comporre il punto; si gioca hi-lo
- Texas hold 'em
- Super Hold'em, come il Texas hold 'em, ma le carte private sono 3.
- Tic tac toe